# Podocarpus pendulifolius
Podocarpus pendulifolius — вид хвойних рослин родини подокарпових.

## Поширення, екологія
Країни поширення: Венесуела. Росте в гірських змішаних низьких дощових лісах на висотах між 1400 м і 3000 м над рівнем моря. На найвищих відмітках є частиною карликового лісу на схилах. Росте рідше в більш високих лісах нижче цих кволих лісів, де може іноді досягають у висоту 20 м.

## Використання
Деревина цього виду вважається хорошої якості для будівництва будинків. Повисле або опущене листя робить дерево привабливим для садівництва. Не відоме у вирощуванні.

## Загрози та охорона
Дерева деякого розміру, як відомо, цінуються і використовуються для будівництва будинків. Вид не зустрічається на охоронних територіях.